# امپیتاتسیمو
امپیتاتسیمو (به لاتین: Ampitatsimo) یک سکونتگاه مسکونی در ماداگاسکار است که در آلائوترا-مانگورو واقع شده‌است.

## خصوصیات
امپیتاتسیمو ۱۳٬۰۰۰ نفر جمعیت دارد و ۷۶۱ متر بالاتر از سطح دریا واقع شده‌است.